# Sarah Churchill (Schauspielerin)

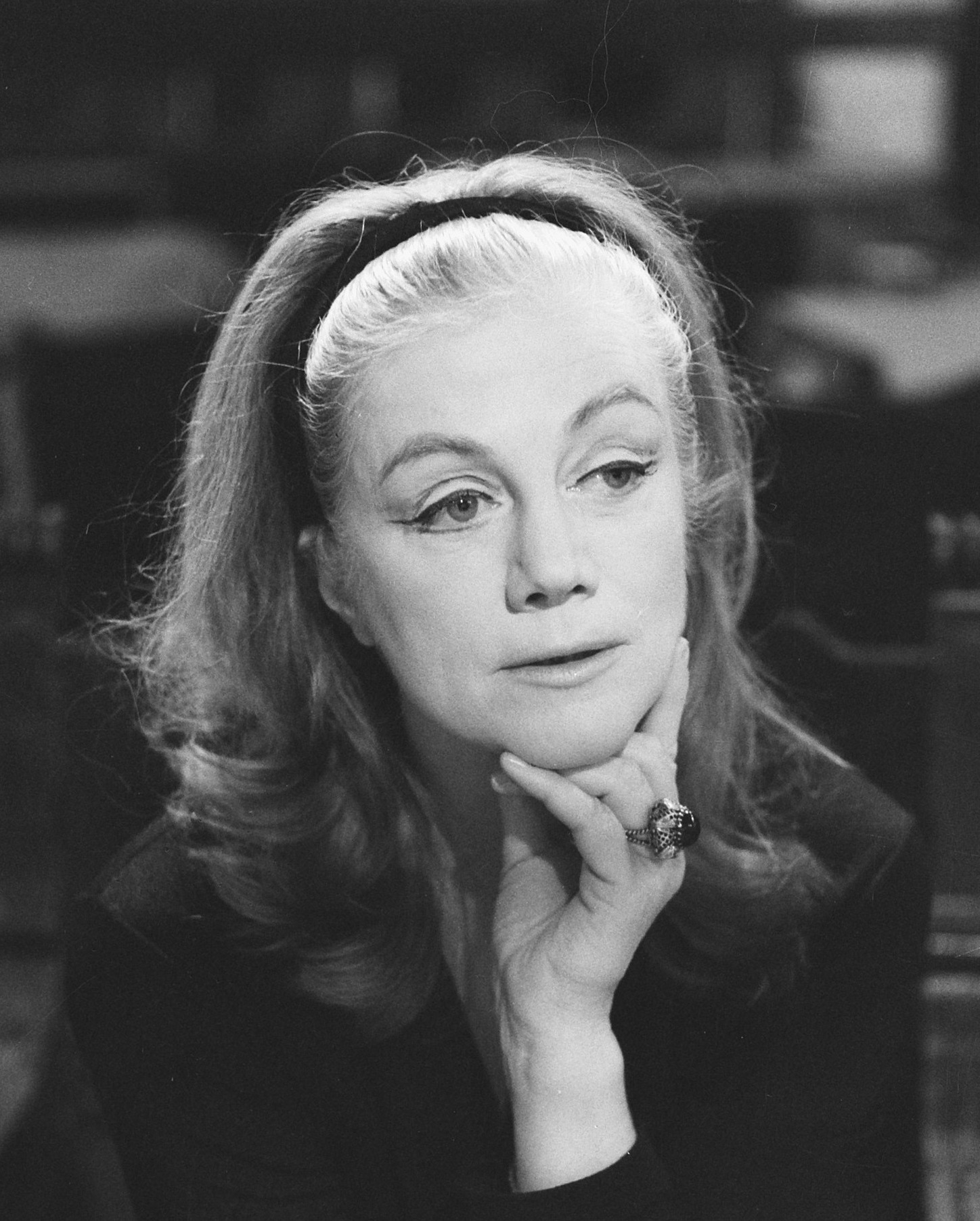
Sarah Churchill (1966)

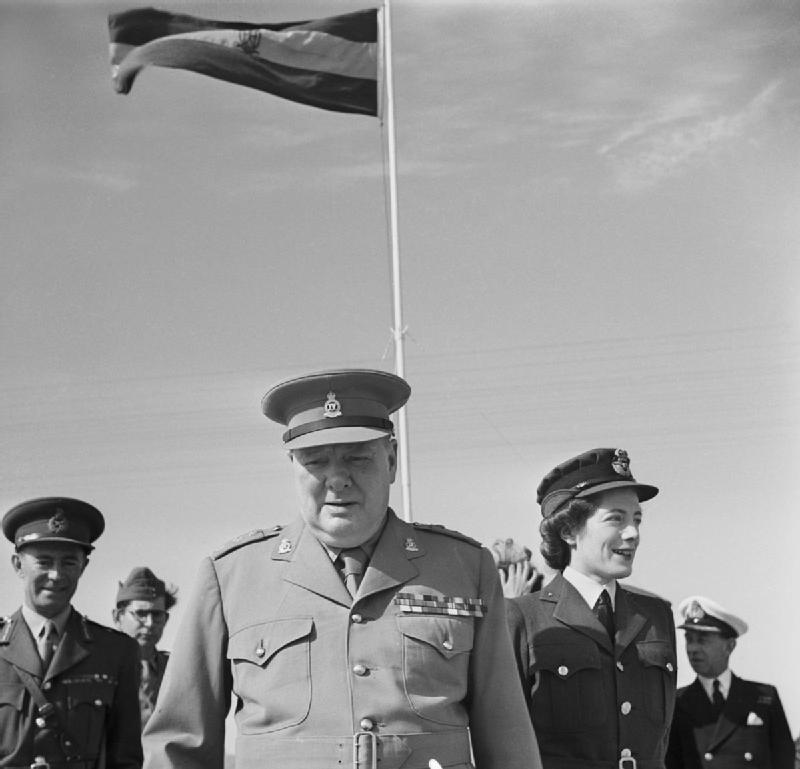
Sarah Churchill (rechts) mit ihrem Vater bei der Kairo-Konferenz 1943

Sarah Millicent Hermione Touchet-Jesson, Baroness Audley (geborene Spencer-Churchill, * 7. Oktober 1914 in London; † 24. September 1982 ebenda) war eine britische Schauspielerin, Tänzerin und Tochter von Winston Churchill.

## Leben und Karriere
Sarah Churchill wurde als drittes von fünf Kindern des späteren britischen Premierministers Winston Churchill und seiner Frau Clementine geboren. Sie wurde nach Sarah Churchill, Duchess of Marlborough, einer Vorfahrin Winstons, benannt. Sie war während des Zweiten Weltkriegs Mitglied der Women’s Auxiliary Air Force und begleitete ihren Vater häufiger auf Auslandsreisen.
Sarah Churchill studierte Ballett und machte im Alter von 21 Jahren ihr Bühnendebüt. Sie trat sowohl in London als auch am Broadway in New York auf. Am bekanntesten wurde Churchill wohl durch ihre Rolle im Filmmusical Königliche Hochzeit, in dem sie als Filmpartnerin von Fred Astaire fungierte. In den 1950er-Jahren spielte sie außerdem in einer Vielzahl von Fernsehfilmen, in denen sie besonders häufig historische Persönlichkeiten wie Harriet Quimby, Florence Nightingale, Charlotte Brontë, Jeanne d’Arc und Sarah Bernhardt verkörperte. Zuletzt stand sie 1971 als Schauspielerin auf der Bühne.
Sarah Churchill rebellierte gelegentlich gegen ihre Familie, so heiratete sie 1936 gegen den Willen ihrer Eltern den Sänger Victor Oliver von Samek. 1945 wurde die Ehe geschieden. Von 1949 bis zu seinem Tod 1957 war sie mit dem Fotografen Anthony Beauchamp Entwistle verheiratet, ihr dritter und letzter Ehemann Thomas Touchet-Jesson, 23. Baron Audley, starb 1963 nach nur einem Jahr Ehe. 1981 veröffentlichte sie ihre Autobiografie Keep On Dancing. Sarah Churchill starb 1982 im Alter von 67 Jahren nach längerer Krankheit im Schlaf.

## Filmografie (Auswahl)
- 1937: Who’s Your Lady Friend?
- 1941: Spring Meeting
- 1949: All Over the Town
- 1951: Königliche Hochzeit (Royal Wedding)
- 1951: The Sarah Churchill Show (Fernsehserie)
- 1952: Hallmark Hall of Fame (Fernsehserie, 10 Folgen)
- 1955: Alice in Wonderland (Fernsehfilm)
- 1956–1958: Matinee Theatre (Fernsehserie, 14 Folgen)
- 1959: Die Schamlosen (Serious Charge)